# Таурус/Лібра
Таурус/Лібра – газові родовища в єгипетському секторі Середземного моря, розробка яких організована за допомогою спільної інфраструктури.
Таурус виявили у 2000 році, тоді як відкриття Лібри припало на 2001-й. В 2007 – 2009 роках розміри родовищ уточнили за допомогою трьох оціночних свердловин. В обох випадках ресурси газу виявились пов’язаними із відкладеннями пліоцену та знаходяться у пісковиках турбідітового походження.
Запаси родовищ станом на середину 2010-х оцінювались у 13,1 млрд м3 для Таурус та 7,9 млрд м3 для Лібри.
Розробку організували як перший етап проекту West Nile Delta, що охопив два ліцензійні блоки North Alexandria та West Mediterranean Deepwater. Інвесторами проекту виступають BP (82,75%, оператор) та RWE Dea (17,25%). На родовищах, які знаходяться в районах з глибинами моря від 300 до 700 метрів, облаштували у підводному виконанні 9 свердловин – 6 для Тарус та 3 для Лібра. Видобуток почався у 2017 році та невдовзі вийшов на пік у 19,8 млн м3 газу і 1000 барелів конденсату на добу.
Видачу продукції організували  до газопереробного заводу Буруллус шляхом спорудження перемички завдовжки 42 км до трубопровідної системи WDDM – Буруллус, яку створили на початку 2000-х в межах розробки блоку West Delta Deep Marine. Також від інфраструктури WDDM проклали шлангокабель (umbilical, призначений для подачі електроенергії, гідравлічних зусиль та управляючих сигналів) та трубопровід для подачі гліколю (використовується для попередження утворення гідратів). 
Для облаштування родовищ законтрактували трубоукладальне судно Seven Borealis (окрім спорудження зазначеної вище перемички мало забезпечити розширення управляючої платформи зі складу системи WDDM, від якої і прокладали шлангокабель), глибоководне будівельне судно Seven Arctic (його завданням було прокладання шлангокабелю) та багатоцільове судно Rockwater 2 (мало виконувати монтажні роботи та забезпечувати проживання персоналу).
Встановлення окремих елементів підводного облаштування виконали глибоководні будівельні судна Normand Oceanic, Simar Esperança та багатоцільове судно Seven Eagle.